# Jerry Van Dyke
Jerry McCord Van Dyke (Danville, Illinois, 1931. július 27. – Malvern, Arkansas, 2018. január 5.) amerikai színész, komikus. Lánya Kelly Jean Van Dyke színésznő, pornószínésznő. Testvére Dick Van Dyke színész, komikus.

## Filmjei

### Mozifilmek
- Eddie apja udvarol (The Courtship of Eddie’s Father) (1963)
- Palm Springs Weekend (1963)
- McLintock! (1963)
- Love and Kisses (1965)
- Angel in My Pocket (1969)
- W.A.R.: Women Against Rape (1987)
- Run If You Can (1988)
- Moon Ring (2010)

### Tv-filmek
- Fresno (1986)
- Irány a nagyi! (To Grandmother’s House We Go) (1992)
- Karácsonyi kívánság (Annabelle’s Wish) (1997, hang)
- Merry Christmas, George Bailey (1997)
- The Dick Van Dyke Show Revisited (2004)

### Tv-sorozatok
- G.E. True (1962, egy epizódban)
- The Dick Van Dyke Show (1962–1965, négy epizódban)
- Perry Mason (1964, egy epizódban)
- The Cara Williams Show (1964, egy epizódban)
- The Andy Griffith Show (1965, egy epizódban)
- My Mother the Car (1965–1966, 30 epizódban)
- That Girl (1967, egy epizódban)
- Vacation Playhouse (1967, két epizódban)
- Accidental Family (1967–1968, 16 epizódban)
- Good Morning, World (1968, egy epizódban)
- Gomer Pyle: USMC (1968, egy epizódban)
- Headmaster (1970, 13 epizódban)
- Love, American Style (1970–1971, három epizódban)
- Mary Tyler Moore (1972–1973, két epizódban)
- The New Dick Van Dyke Show (1973, egy epizódban)
- ABC Afterschool Specials (1976, egy epizódban)
- Fantasy Island (1978, 1981, két epizódban)
- 13 Queens Boulevard (1979, kilenc epizódban)
- House Calls (1980, egy epizódban)
- Szerelemhajó (The Love Boat) (1982, egy epizódban)
- Newhart (1983, egy epizódban)
- Coming of Age (1988, egy epizódban)
- Charles in Charge (1988, egy epizódban)
- Coach (1989–1997, 199 epizódban)
- The Drew Carey Show (1997, egy epizódban)
- Grace Under Fire (1997, egy epizódban)
- You Wish (1997–1998, kilenc epizódban)
- Teen Angel (1998, hat epizódban)
- The New Addams Family (1998, egy epizódban)
- Halálbiztos diagnózis (Diagnosis Murder) (1999, egy epizódban)
- Igen, drágám! (Yes, Dear) (2001–2005, hét epizódban)
- A körzet (The District) (2004, egy epizódban)
- Committed (2005, egy epizódban)
- A nevem Earl (My Name Is Earl) (2008, egy epizódban)
- A semmi közepén (The Middle) (2010–2015, nyolc epizódban)
- Nevelésből elégséges (Raising Hope) (2011, egy epizódban)
- A Miller család (The Millers) (2013, egy epizódban)

## További információ
- Jerry Van Dyke az Internetes Szinkronadatbázisban (magyarul)
- Jerry Van Dyke az Internet Movie Database-ben (angolul)
- Jerry Van Dyke a Rotten Tomatoeson (angolul)